# Élie de Nabinal
Élie de Nabinal (Nabinal, 1295 circa – Avignone, 13 gennaio 1348) è stato un cardinale francese, patriarca latino di Gerusalemme dal 1342 fino alla sua morte.

## Biografia
Proveniva da una nobile famiglia, originaria dal villaggio di Nabinal, vicino ad Auxerre, nel Périgord. Talvolta il suo cognome viene indicato come Annibaldis, Nabinalis, Nabunal, Nabinaux e Nabinaud.
Giovinetto entrò nell'Ordine dei Frati Minori e divenne provinciale di Aquitania tra il 1324 ed il 1328. Laureato in teologia presso la Sorbona nel 1329, il 31 maggio 1331 ottenne da papa Giovanni XXII il titolo di magister in teologia, che gli venne conferito dal cancelliere della diocesi di Parigi. Fu nominato Lector Sententiarum presso lo Studium generale di Parigi tra il 1328 ed il 1330.
Nel 1329, su incarico diretto del pontefice, presiedette il processo contro Francesco della Marca, fautore dei fraticelli, seguaci di Michele da Cesena e dell'imperatore Ludovico il Bavaro; Élie de Nabinal fu presente alla cerimonia di riconciliazione di Francesco della Marca presso la corte papale di Avignone.
Fu nominato arcivescovo di Nicosia il 16 novembre 1331, fece attuare gli statuti diocesani tra il 1333 ed il 1334 e celebrò un consiglio provinciale nel 1340 a cui parteciparono sia i vescovi di rito orientale che quelli ortodossi. Come arcivescovo fu membro della corte del re di Cipro Ugo IV di Lusignano. Il 12 luglio 1342, mentre si trovava presso la corte papale di Avignone, fu promosso al Patriarcato latino di Gerusalemme, mantenendo anche l'amministrazione della diocesi di Nicosia fino alla sua promozione al cardinalato.
Fu creato cardinale nel concistoro del 20 settembre 1342, tenutosi ad Avignone, e ricevette il titolo cardinalizio di San Vitale. Contestualmente rinunciò al patriarcato ed all'amministrazione della diocesi cipriota. Partecipò al Capitolo generale del suo ordine a Marsiglia il 1º giugno 1343.
Morì il 13 gennaio 1348 ad Avignone, probabilmente a causa della peste nera. È sepolto nella chiesa dei Francescani di Avignone.
Fu autore di numerosi sermoni e lavori in teologia.

## Successione apostolica
La successione apostolica è:
- Vescovo Georges Noreghes (1345)